# Очи чёрные (пісня)

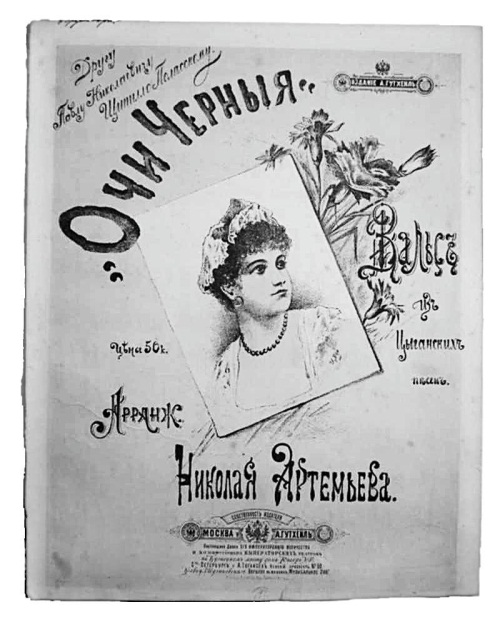
Одне з перших нотних видань романсу «Очи чёрные». Росія, кінець XIX століття.

«О́чи чё́рные» (укр. Очі чорні) — одна з найвідоміших у світі пісень російською мовою, романс. Слова — Євген Гребінка, музика — Флоріан Герман.

## Історія виникнення

### Перший період. Вірш
Вірш «Черные очи» було опубліковано в «Литературной газете» 17 січня 1843 року.
Автор тексту Євген Гребінка (1812—1848) — український письменник, що народився в Полтавській губернії, дворянин, освічена людина, як і багато з творців текстів класичних «циганських» романсів. Відома інша його пісня, «народна» — «Молода еще я девица была»(«Молодою я ще дівкою була»).
Гребінка написав вірш «Черные очи», гостюючи в селі Рудка у сусіда-поміщика штабс-капітана у відставці Растенберга. Його доньці, Марії Василівні, з якою влітку наступного року Гребінка повінчався, він і присвячений. Шлюб був у них міцний і щасливий. Перший варіант вірша мав тільки 3 строфи, без будь-якого надриву, лиш приправлений романтизмом.

### Другий період. Романс
Перша відома публікація «Черных очей» як романсу — 7 березня 1884 р.
Часто вказується «музика невідомого автора», що є неправильним. Романс виконується на музику вальсу Флоріана Германа «Hommage Valse» (Opus 21)) в обробці Софуса Герделя 1884 р. Флоріан Герман був, найімовірніше, російським німцем (Florian Hermann). Таким чином, один із найвідоміших «циганських» російських романсів насправді написаний етнічним українцем на мелодію уродженця Німеччини.
Федір Шаляпін ввів цей романс в свій репертуар, і познайомив з ним світ під час своїх гастролей. Крім того, Шаляпін додав до тексту декілька куплетів, мабуть, написаних ним самим. Він присвятив їх своїй майбутній дружині італійці Іолі Торнагі.

## Текст
| Первісний вариант (Є.Гребінки) Італійською мовою (Іван Завірохін) | Варіант (Ф.Шаляпіна) |
| --- | --- |
| 1. Очи черные, очи страстные Очи жгучие и прекрасные Как люблю я вас, как боюсь я вас Знать, увидел вас я в недобрый час 2. Ох, недаром вы глубины темней! Вижу траур в вас по душе моей, Вижу пламя в вас я победное: Сожжено на нем сердце бедное. 3. Но не грустен я, не печален я, Утешительна мне судьба моя: Всё, что лучшего в жизни бог дал нам, В жертву отдал я огневым глазам! Occhi neri, occhi passionali, occhi cocenti e ultrabelli, come amo voi, come temo voi, forse incontravo nel'ora infelice. Ohi, non per caso voi nerissimi, vedo il lutto in voi alla mia anima, vedo la fiamma in voi vittoriozo, eri arso li il cuore disgraziato. Ma non sono triste e non piango, mi consolo alla mia sorta. Tutto ottimo, che padre Dio da, ho donato per occhi di fuoco. | 1. Очи черные, очи жгучие, Очи страстные и прекрасные! Как люблю я вас! Как боюсь я вас! Знать, увидел вас я не в добрый час! 2. Очи черные, жгуче пламенны! И манят они в страны дальние, Где царит любовь, где царит покой, Где страданья нет, где вражде запрет! 3. Не встречал бы вас, не страдал бы так, Я прожил бы жизнь улыбаючись. Вы сгубили меня, очи черные, Унесли навек мое счастие. 4. Очи черные, очи жгучие, Очи страстные и прекрасные. Вы сгубили меня, очи страстные, Унесли навек мое счастие… 5. Очи черные, очи жгучие, Очи страстные и прекрасные! Как люблю я вас! Как боюсь я вас! Знать, увидел вас я не в добрый час! |

### Інші варіанти тексту
Ще куплет з репертуару Ізабелли Юр'євої:
Счастья нет без вас, все отдать я рад
За один лишь ваш за волшебный взгляд!
И бледнеет свет солнечных лучей
Пред сиянием дорогих очей.
Крім того, на ту ж мелодію виконується текст: «Скатерть белая залита вином, / Все гусары спят непробудным сном… и т. п.»

### Акорди
E Am
Очи черные, очи страстные
E7 Am Am/C
Очи жгучие и прекрасные
Dm Am
Как люблю я вас, как боюсь я вас
E E7 Am
Знать, увидел вас я в недобрый час

## Виконавці
Романс входив і входить до репертуару багатьох російських виконавців, починаючи від Шаляпіна і Ізабелли Юрьєвої і закінчуючи Висоцьким, який запропонував свою інтерпретацію і свою версію слів, та Хворостовським. Хрестоматійний запис належить Російському хору Червоної Армії, з солістом Іваном Ребровим.
Українську версію цього романсу було створено Ю. Отрошенком і записано Ганною Колесник-Ратушною в супроводі оркестру Київської опери в 1997 році. Інший переклад було здійснено Юрієм Татаренком і опубліковано в газеті «Хрещатик» за 22.12.1998
Яскрава мелодія виконується як на циганський манер, так і джазовому чи навіть роковому варіантах. Луї Армстронг записав її зі своїм вокалом у своїй улюбленій манері, навіть намагаючись співати російською. Аргентинська виконавиця Лоліта Торрес поєднала її з танго «La Cumparsita». Мелодія оброблена російсько-американською групою The Red Elvises та виконана в саундтреку до культового посткатасрофічного фільму «Шестиструнний самурай», за сюжетом якого територія Сполучених Штатів належить Росії. Крім того, обмеженість «Очей черных» російської культури пародується в невеликому сюжеті в к/ф «Ширлі-мирлі» — «Шніпельсон. 47-й концерт для фортепьяно з оркестром. Опус 3865». Французькі виконавці, в тому числі Патрисія Каас та Мірей Матьє, виконують пісню під назвою «Les Yeux Noirs», а Хуліо Іглесіас використав мелодію в своєму хіті «Ностальжі».

### Переклад на інші мови
Переклад Михайла Назаренка
Очі чорнії, очі пристрасні,         
Очі палкії, променистії! 
Як люблю я вас, як боюсь я вас – 
Знати вгледів вас я в недобрий час!

Ой, не марно ви, за глибінь темні,
Бачу траур в вас по душі моїй,
Бачу полум'я в вас звитяжнеє –
Серце спалено бідолашнеє!

Та не журний я, не сумую я,
Бо легка душа, в щасті жию я:
Все, що ліпшого в житті Бог дав нам,
В жертву віддав я огньовим очам!
| Український варіант | Англійський варіант | Французький варіант |
| --- | --- | --- |
| Очі чорнії, неповторнії, Очі яснії і прекраснії, Як люблю я вас, як боюсь я вас, Знати вгледів я у не добрий час! Іскрометнії, красномовнії, Соромливії, безсоромнії, Ви згубили мене, спокусили мене, Щоб не знать-бодай.. вкрали щастя рай! Не зустрів би вас, вік би жив собі, Усміхаючись, без жалю й журби! Серце, й не одне, ви згубили вкрай, Ви звели мене, вкрали щастя рай! Очі чорнії, неповторнії, Очі яснії і прекраснії, Як люблю я вас, як боюсь я вас, Знати вгледів я у не добрий час! Не зустрів б вас, вік би жив собі, Усміхаючись, без жалю й журби! | Eyes of ecstacy, Always haunting me, Always taunting me With your mystery! Tell me tenderly, You belong to me For eternity, Dark eyes, talk to me! | Les yeux noirs, les yeux brulants ! Les yeux ardents, les yeux brillants ! Comme je vous aime, comme je vous crains ! J'apercois votre regard en ce moment He, pas votre ame ! Voir clair en vous pour mon esprit obscur Voir une flamme s'elever en vous Mon c?ur brule en elle/lui Mais non je ne suis pas triste, non je ne suis pas morose (ou repeter triste) Je me rejouis devant ma destinee Dieu nous a tout donne, le meilleur de la vie Et dans la mort je lui donnerai mes yeux de feu. |

## Інше
- Пісня була лейтмотивом фільму «Таємниця Наталі Вуд» (The Mystery of Natalie Wood), екранізованої біографії акторки Наталі Вуд (батьки з України).
- Американська фігуристка Саша Коен (мама з України) використала цю пісню в своїй короткій програмі на Туринській Олімпіаді.

## Виноски
1. ↑  The Book of World-famous Music: Classical, Popular, and Folk. Courier Corporation. 01 січня 2000. Процитовано 12 лютого 2025.{{cite book}}:  Обслуговування CS1: Сторінки з параметром url-status, але без параметра archive-url (посилання) (англ.)
2. ↑  Шкурка, М. Юрій Татарченко - перший перекладач і автор поетичних переспівів романсу Євгена Гребінки "Очі чорнії" [Текст] / М. Шкурка // Чумацький шлях. – 2011. – № 2. – С. 13-16.
3. ↑  Louis Armstrong Ochi Chernyie
4. ↑  Patricia Kaas — Ochi Chernie